# Jupiter-Barriere

Die Oortsche Wolke, Quelle vieler Kometen

Der Begriff Jupiter-Barriere oder manchmal auch Jupiter-Saturn-Barriere bezeichnet die Eigenschaft der Gasplaneten im Sonnensystem (vor allem des Jupiters), aufgrund ihrer großen Masse Objekte aus der Inneren Oortschen Wolke oder aus dem Asteroidengürtel daran zu hindern, das Gebiet der inneren Planeten zu erreichen.
Die Änderung des Perihelabstandes eines Objekts aus der Oortschen Wolke zwischen zwei Bahnumläufen durch das äußere Sonnensystem ist eine starke Funktion der großen Halbachse (proportional zur großen Halbachse hoch 7/2). Ist die große Halbachse eines Objektes aus der Oortschen Wolke kleiner als etwa 10.000 AE bis 20.000 AE, so ist die zwischen zwei Umläufen durch das äußere Sonnensystem zu erwartende Änderung seines Perihelabstandes so gering, dass der Bereich der Gasplaneten nicht mehr in einem Schritt überwunden werden kann. Die Objekte halten sich daher länger im Bereich dieser Planeten auf und werden mit sehr großer Wahrscheinlichkeit durch die gravitative Wirkung der Planeten aus dem Sonnensystem geschleudert.
Ob Jupiter im Gesamteffekt tatsächlich eine „Schutzfunktion“ erfüllt, wurde in neueren Publikationen allerdings in Frage gestellt.